# Тополевка (Запорожская область)
Тополевка (укр. Тополівка) — село,
Новоукраинский сельский совет,
Бильмакский район,
Запорожская область,
Украина.
Село ликвидировано в 1994 году.

## Географическое положение
Село Тополевка находилось на левом берегу реки Каменка,
выше по течению на расстоянии в 2,5 км расположено село Широкое,
ниже по течению на расстоянии в 2 км расположено село Веселоивановское.

## История
- 1994 — село ликвидировано[1].